# Pinaree Sanpitak
Pinaree Sanpitak (Bangkok, 1961) è un'artista tailandese concettuale contemporanea.
Il suo lavoro affronta la maternità, la femminilità e il sé utilizzando la forma del seno per provocare il simbolo del femminismo e della femminilità. Nel 2007, Sanpitak è stata la prima donna a ricevere il Premio Silpathorn per le Arti Visive dal Ministero della Cultura thailandese.

## Biografia
Pinaree Sanpitak è nata nel 1961 a Bangkok in Thailandia, dove è cresciuta e continua a lavorare. Ha studiato arti visive e design della comunicazione presso la Scuola di Belle Arti e Design dell'Università di Tsukuba, a Ibaraki, in Giappone, conseguendo un Bachelor of Fine Arts nel 1986. Durante i suoi studi all'università dal 1981 al 1986, ha ottenuto la borsa di studio Monbusho dal governo giapponese. Nel 1999, ha frequentato la Northern Territory University di Darwin, in Australia. Nel 2000 ha frequentato l'International Artists' Studio Program a Stoccolma, Svezia. Nel 2001 ha frequentato l'Headlands Center for Arts di Sausalito, in California.

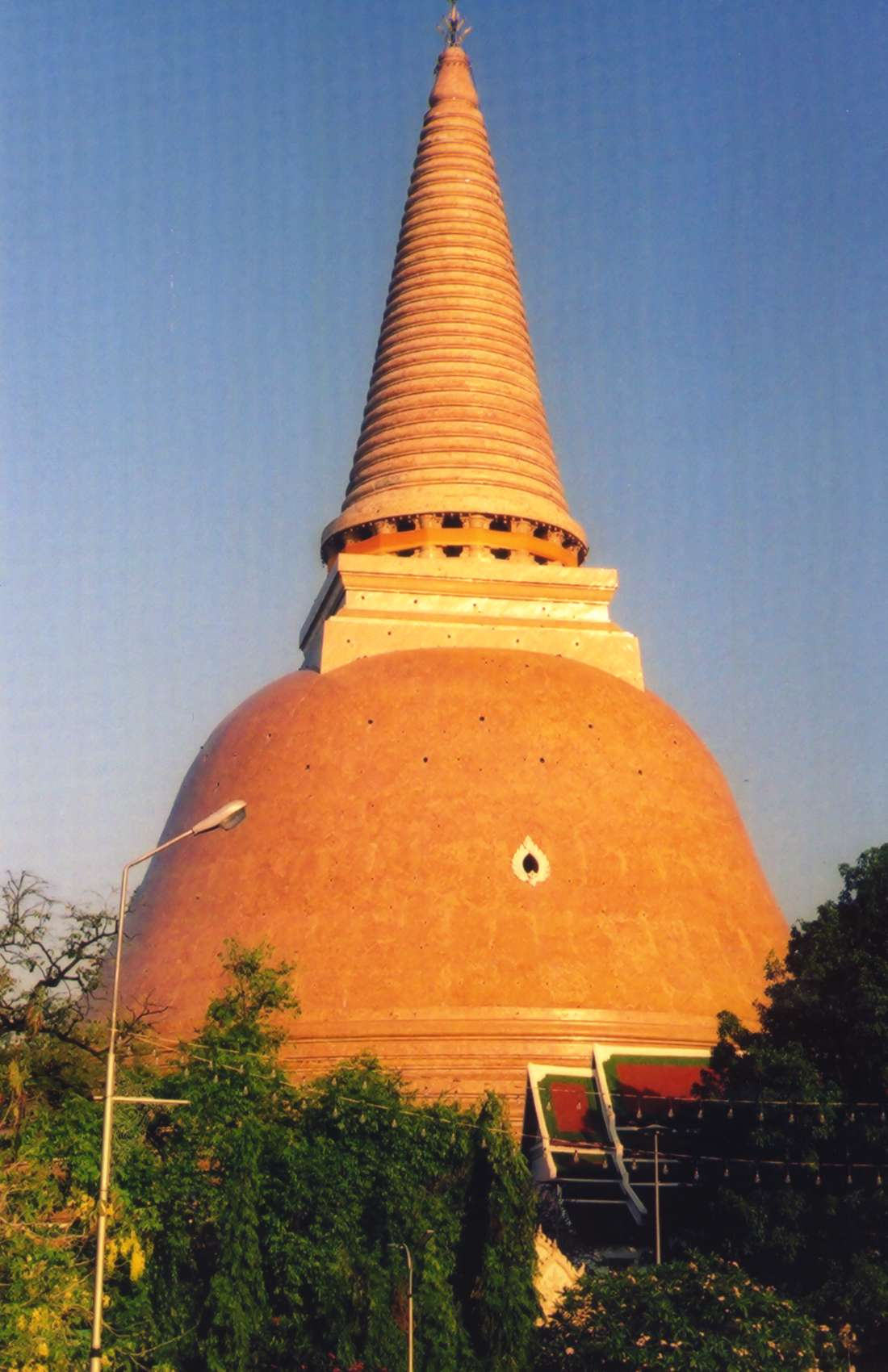
Il progetto Breast Stupa Cookery nasce da una meditazione sulla femminilità che associa le forme del seno e delle architetture religiose del sud-est asiatico. (Nell'immagine, uno stupa a Nakhon Pathom, in Thailandia.)

## Opera
Pinaree Sanpitak è considerata una delle artiste tailandesi più interessanti e rispettate della sua generazione. Le sue opere si annoverano tra le più potenti esplorazioni delle esperienze delle donne nel sud-est asiatico. Dimostra una sensibilità intenzionalmente femminile nella sua pratica artistica. Sanpitak aggiunge una forte presenza femminile alla scena artistica contemporanea thailandese. La sua ispirazione principale è il corpo femminile, distillato nelle sue parti fino alla forma più elementare del seno umano. Il suo lavoro è stato influenzato dagli studi all'Università di Tsukuba in Giappone nella semplicità elegante e nella rivisitazione di forme organiche e si è ispirato all'intensità di colori dell'arte tradizionale thailandese. Usa varie tecniche artistiche come pittura, scultura, disegni e arte culinaria per esplorare la forma femminile. Un motivo centrale nel suo lavoro è stato il seno femminile. L'ispirazione per il seno femminile si è intensificata dopo aver dato alla luce il suo unico figlio. Mentre allattava suo figlio, è diventata consapevole di come il seno si reggeva da solo, ha guardato oltre la connessione madre-bambino con il seno come metafora della femminilità e del sé. 

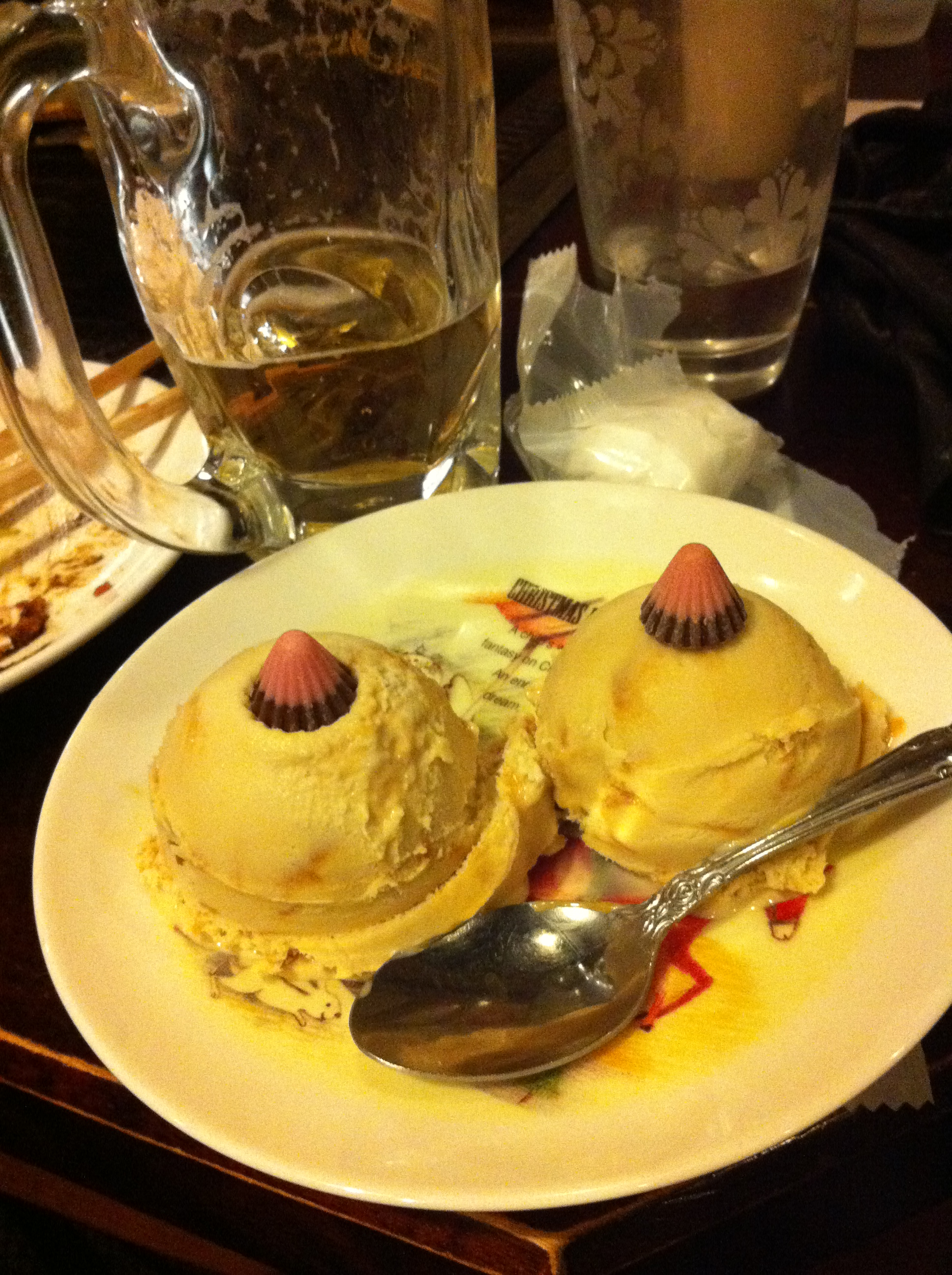
Un dessert giapponese a forma di seno

I suoi lavori più famosi sono i cuscini a forma di seno su cui le persone possono riposare ed esplorare le proprie percezioni sensoriali. In opere degli anni Duemila, Sanpitak «riduce il motivo del seno alla forma del cumulo e del recipiente», con richiami alle «ciotole per le offerte e gli stupa», i templi buddhisti. In Thailandia e nel mondo questa ricerca si è tradotta in mostre e workshop in cui - tra le altre - si preparano ricette di cibi a forma di seno.

## Accoglienza
La curatrice Jasmin Stephen ha affermato che Pinaree si è occupata delle nozioni di sé, del femminismo e dell'esperienza femminile. Il suo approccio a questi problemi è ampio ed è stato plasmato dalla sua esperienza nell'esibirsi in tutto il mondo. Stephen prosegue affermando: «Penso che le sue opere di resistenza a qualsiasi resoconto dominante o increspato del femminismo siano di interesse per gli studiosi e il pubblico impegnato nel femminismo in tutto il mondo.» L'antropologa Sandra Cate trova connotazioni politiche nelle opere partecipate di Sanpitak come il Breast Stupa. Un curatore ha dichiarato in merito al Breast Stupa Cookery Project: «Questo processo di scambio è come una rinascita; manifesta simbolicamente il ciclo di vita» poiché lo stupa-seno creato non è mai lo stesso né ripetuto.
Nel 2022, il suo lavoro è stato incluso nella mostra tematica Il latte dei sogni nell'ambito della 59ª Biennale di Venezia.